# 阮露斐
阮露斐（1987年10月2日—），中国江苏南京人，国际象棋棋手，国际象棋国家大师，2009年1月女棋手世界排名第17位，等级分2496。

## 生平
阮自小师从中國著名国际象棋棋手徐俊，2002年成为职业选手，2005年考入清华大学经济管理专业。
后获得全额奖学金，前往美国卡耐基梅隆大学商学院攻读博士学位。
目前为三藩市州立大學助理教授。